# Dundurn
Dundurn är en ort i Kanada.   Den ligger i provinsen Saskatchewan, i den centrala delen av landet, 2 400 km väster om huvudstaden Ottawa. Dundurn ligger 525 meter över havet och antalet invånare är 647. Den ligger vid sjön Swamp Lake.
Terrängen runt Dundurn är platt. Trakten runt Dundurn är nära nog obefolkad, med mindre än två invånare per kvadratkilometer.. Dundurn är det största samhället i trakten.
Trakten runt Dundurn består till största delen av jordbruksmark.